# Danse et musique à Setesdal
En Norvège, les pratiques de danse traditionnelle, de musique et de chant de la vallée de Setesdal sont étroitement ancrées dans la culture locale. Ces pratiques, sous la désignation « La pratique de la musique et de la danse traditionnelles au Setesdal, jouer de la musique, danser et chanter (stev/stevjing) », ont été inscrites sur la liste représentative du patrimoine culturel immatériel de l'humanité pour la Norvège en 2019.

## Description
Les chants stev (no) sont déclamés en une forme de dialogue appelée stevjing, et la danse est le gangar (nn). Des violons Hardanger et des guimbardes sont utilisées dans la musique.